# Jamie-Lee Kriewitz
Jamie-Lee Kriewitz (* 18. března 1998 Bennigsen, Hannover), známá též jen jako Jamie-Lee, je německá popová zpěvačka. Do povědomí veřejnosti se dostala během roku 2015 účastí v soutěži The Voice of Germany, kterou vyhrála. Po skončení soutěže zveřejnila svůj singl „Ghost“, jenž se umístil na jedenáctém místě v německé singlové hitparádě Media Control Charts. S touto písní se Jamie-Lee Kriewitz též dostala do finále soutěže Eurovision Song Contest 2016, kde ale skončila na posledním, 26. místě.
Debutové album vydala v roce 2016 pod názvem Berlin. To se probojovalo na osmnáctou pozici v žebříčku alb hitparády Media Control Charts, prorazilo též do první stovky v hitparádách Ö3 Austria Top 40 a Schweizer Hitparade.

## Diskografie
- 2016: Berlin